# Somewhere in Wrong
Somewhere in Wrong è un cortometraggio muto del 1925 diretto da Scott Pembroke e Joe Rock. Prodotto da Joe Rock, ha come interprete Stan Laurel.
Il cortometraggio fu distribuito il 30 gennaio 1925.

## Trama
Il barbone Stanlio, dopo essere andato al lago con un suo amico (Asher), si ritrova a mendicare nei pressi di una villetta rustica, che il suo proprietario (Leonard) sta per perdere a causa dei debiti.
Dopo un tentativo fallito di chiedere qualche spicciolo, i due scorgono un piatto di biscotti sul davanzale della finestra e cercano di afferrarlo, non senza pasticci e goffaggini a volontà.
Verrà scoperto dal contadino, ma al posto di essere cacciato via, viene ospitato e invitato a pranzare assieme alla figlia di lui.
Successivamente viene assunto come agricoltore nella famiglia e partecipa a un gioco con le uova inventato da un ragazzo (King) insieme alla padrona.
Stan non sa che tra i due nascerà una relazione.
Di notte entra furtivamente in casa un ladro che cerca di forzare la cassaforte, senza riuscirci, anche perché Stan nel tentativo di inseguirlo si spara a un piede!
Il mattino seguente Stan entra di nascosto in una casa, per arraffare qualche soldo cosicché possa aiutare le persone tanto gentili che lo hanno ospitato, mentre in casa entra l'ipotecario giunto per riscuotere i soldi, seguito da Stan col denaro rubato che gli darà per poi riprenderselo senza farsi scoprire.
Quando torna, vede i due abbracciati, così decide di scriverle una lettera per dimostrarle il suo amore.
Però quando apre la porta trova i due amanti abbracciati che si baciano con passione.
Ormai al piangente Stan non resta che sedersi fuori dalla porta e mangiarsi i biscotti che stavano sul davanzale della finestra, sotto il triste sguardo di un cane.